# Trois Jours sans Dieu
Pour plus de détails, voir Fiche technique et Distribution.
Trois Jours sans Dieu (Três dias sem Deus) est un film portugais réalisé par Bárbara Virgínia, sorti en 1945.

## Fiche technique
- Titre : Trois Jours sans Dieu
- Titre original : Três dias sem Deus
- Réalisation : Bárbara Virgínia
- Scénario : Fernando Teixeira et Raul Faria da Fonseca d'après le roman Mundo perdido de Gentil Marques
- Musique : Carlos Rocha Pires
- Photographie : António Mendes
- Montage : Montero Aço
- Société de production : Invicta Filmes
- Pays :  Portugal
- Genre : Drame
- Durée : 102 minutes
- Dates de sortie : 
  -  Portugal : 30 août 1945

## Distribution
- Maria Clementina : Teresa
- Laura Fernandes : Beatriz
- Jorge Gentil : Alberto
- Rosa Linda : Isabel Belforte
- Joaquim Miranda : Tadeu
- João Perry : Paulo Belforte
- Casimiro Rodrigues : Januário
- Elvira Velez : Bernarda

## Distinctions
Le film a été présenté en sélection officielle en compétition au Festival de Cannes 1946.